# Мун Чан Чін
Мун Чан Чін (кор. 문창진, нар. 12 липня 1993) — південнокорейський футболіст, півзахисник клубу «Канвон».
Виступав, зокрема, за клуб «Пхохан Стілерс», а також олімпійську збірну Південної Кореї.

## Клубна кар'єра
У дорослому футболі дебютував 2012 року виступами за команду клубу «Пхохан Стілерс», в якій провів чотири сезони, взявши участь у 69 матчах чемпіонату. 
До складу клубу «Канвон» приєднався 2017 року. Відтоді встиг відіграти за пхьончханську команду 10 матчів в національному чемпіонаті.

## Виступи за збірні
2012 року дебютував у складі юнацької збірної Південної Кореї, взяв участь у 6 іграх на юнацькому рівні, відзначившись 4 забитими голами.
Протягом 2014–2016 років залучався до складу молодіжної збірної Південної Кореї. На молодіжному рівні зіграв у 16 офіційних матчах, забив 7 голів.
2016 року захищав кольори олімпійської збірної Південної Кореї. У складі цієї команди провів 3 матчі. У складі збірної — учасник футбольного турніру на Олімпійських іграх 2016 року у Ріо-де-Жанейро.

## Титули і досягнення
«Пхохан Стілерс»
- Володар Кубка Південної Кореї (1): 2012.

Південна Корея
- Переможець Юнацького (U-19) кубка Азії: 2012